# Asfar ben Shiroya
Asfar ibn Xirawayhí o Asfar ibn Xiruya o Aspar fill de Sheroe fou un general daylamita que va governar Jibal i Tabaristan vers el 929-931.
Era originari de Lahidjan a la regió de Daylam, i membre de la tribu de Vardad-Avandan. No era de religió musulmana.
La seva actuació va començar a la mort de l'alida del Tabaristan al-Utruix («el Sord») el 917. El seu gendre i successor Hàssan ibn al-Qàssim (ad-daï as-saghir, és a dir «el petit missioner») en lluita contra els seus rivals, els fills del Sord, Abu-l-Hussayn i Abu-l-Qàssim, va aconseguir imposar-se i els dos fills van contractar els serveis d'un cap daylamita que dirigia un grup d'homes armats, Maqan ibn Kaki, i el 923 aquest general tenia com un dels lloctinents a Asfar. Abu-l-Hussayn fou col·locat al tron de Tabaristan
Vers el 924 es va revoltar contra Maqan ibn Kaki potser per haver estat expulsat de l'exèrcit per la seva mala conducta, i es va posar al servei del governador samànida de Naysabur (Nixapur) Muhammad ben Mozaffar Mohtadji. El 925 va morir Abu-l-Hussayn i Maqan va col·locar en el poder al seu fill Ismail. El nebot i successor d'Abul Kasim, Abu Ali, al front de la seva gent, va presentar batalla però fou derrotat i empresonat al Gurgan sota la custòdia d'un germà de Maqan. Però es va poder escapar i va matar el seu guardià i llavors va cridar a Asfar (vers 927). Asfar era al Gurgan el 928 juntament amb un altre cap daylamita de nom Ali ben Khurshid que era el qui dirigia l'exèrcit d'Abu Ali, i conjuntament va derrotar a Maqan i el van expulsar del Tabaristan. Però dins el mateix 928 va morir Abu Ali, i Maqan va poder recuperar el país i va proclamar com a dai al gendre del sord, Hasan ben al-Kasim. Asfar i la seva gent van conservar el Gurgan, que Asfar va posar sota sobirania dels samànides, i en va rebre el nomenament de governador de l'emir samànida Nasr ben Ahmad.
Aliat a un altre cap daylamita de nom Mardawidj ben Ziyar que fou el seu lloctinent, es va apoderar del Tabaristan expulsant altra vegada a Maqan ibn Kaki i l'alida Hasan, que van resistir i van contraatacar, però en la batalla contra Mardawidj va morir Hasan ben al-Kasim i com que els membres vius de la família havien estat fets presoners per Asfar i enviats a Bukharà, residència de l'emir samànida, la dominació alida al Tabaristan es va acabar (vers 929). Maqan es va mantenir a Rayy però Asfar, des del Gurgan va venir al Tabaristan i va prendre la ciutat vers el 929. També es va apoderar de Kazwin i del Djabal. Maqan va poder conservar el feu d'Amol amb la condició que renuncies a la resta del Tabaristan. Sobre tots els seus dominis va proclamar la sobirania de l'emir samànida. Es va apoderar mitjançant un engany d'Alamut i hi va guardar els seus tresors.
Poc després va prendre les insígnies de la sobirania (tron d'or i corona) a Rayy (vers 930) sense reconèixer ni a l'emir samànida ni al califa. Aquest darrer va enviar un exèrcit sota el comandament de son oncle matern Harun ben Garith que fou derrotat totalment per Asfar pro de Kazwin. Però l'emir samànida també va marxar contra ell, i es va presentar a la rodalia del seu domini, al districte samànida de Naysabur. Maqan li va fer costat. Asfar va evitar la guerra reconeixent la sobirania samànida i pagant tribut a l'emir, i després va estendre la seva autoritat arreu. Va entrar a Kazwin i va fer una massacra (vers 931) i va imposar un impost d'un dinar per cap a cada un dels habitants dels seus dominis i fins i tot els comerciants i residents estrangers que havia de servir per pagar el tribut degut a l'emir samànida. La seva tirania va aixecar contra ell al seu lloctinent Mardawidj ben Ziyar, que es va aliar a l'emir musafírida de Tarum (Shamiran) Muhammad ben Musafir, i a Maqan ibn Maki d'Amol. Molts soldats d'Asfar es van passar a Mardawidj, i llavors es va refugiar a Rayy, d'eon va passar a Bayhak en direcció al Khorasan, però va retornar a Rayy, sembla que per dirigir-se a Alamut a recollir els seus tresors per contractar tropes. Però en el camí, prop de Talakan, fou sorprès per Mardawidj que el va estrangular (vers 931).